# Kiko Femenía
Artikeln följer den spanska namnseden; faderns efternamn är Femenía och moderns efternamn Far.
Francisco 'Kiko' Femenía Far, född 2 februari 1991, är en spansk fotbollsspelare som spelar för Villarreal.

## Karriär
Den 1 juli 2017 värvades Femenía av Watford, där han skrev på ett fyraårskontrakt. Den 28 juli 2022 värvades Femenía av Villarreal, där han skrev på ett treårskontrakt.